# Heidi Klett Carl
Heidi Klett Carl (Würzburg, Baviera, Alemanya 24 de novembre, de 1940 - Barcelona, 1 d'agost de 2022) fou una atleta d'origen alemany, i un referent màster de l'atletisme català.
Casada amb un català el 1968, Heidi Klett residí a Barcelona des de llavors. En la seva joventut va destacar en diverses proves atlètiques. Va fer atletisme fins que va començar els seus estudis universitaris. El seu primer contacte amb l'atletisme no és en aquesta ciutat, sinó a Coburg, on hagué de desplaçar-se després del bombardeig de la RAF britànica que va arrasar la ciutat per complet el març de 1945. Els estudis i la família són el motiu de l'aturada de diversos anys seguits sense fer atletisme de manera regular. Però, a principis dels anys 80 la seva passió va cobrar un nou impuls, quan s'incorporà a la secció d'atletisme del FC Barcelona, on havia inscrit els seus fills perquè el practiquessin. Allà va començar a llançar el disc, però de manera limitada, dues vegades per setmana i poc temps, i gairebé sense entrenador, perquè els horaris no es podien compatibilitzar amb els de la vida familiar. Malgrat que Heidi Klett disposà de la nacionalitat espanyola des del 1968, arran del seu matrimoni, mai no va competir a Campionats d'Europa o del Món. La seva prova preferida foren els 100 metres. A Espanya, diversos triomfs en aquesta distància a campionats d'Espanya donen fe de la seva predilecció. Per exemple, el 2006 a Águilas amb un temps de 18 minuts i 11 segons, mentre també es proclamava campiona en llançament de pes, disc i martell. El mateix va ocòrrer el 2008 a Gandia, on es proclamà campiona en 100 metres amb 18.01 i va obtenir l'or en pes, disc i martell, o el 2009 a Vitòria amb medalla d'or en aquestes mateixes quatre disciplines. El 2012 i el 2016 es proclamà campiona d'Espanya en la seva categoria d'edat en tots aquests llançaments. I el 2017, durant la disputa del Campionat d'Espanya Màster de Clubs a Castelló, llançà el pes a 8,16 metres, una marca amb una vàlua del 90,97% atenent la distància conjugada amb l'edat aleshores de la llançadora. És a dir, és la millor marca espanyola màster en llançament de pes en termes absoluts. Va morir l'1 d’agost del 2022, de manera sobtada, i després d’unes complicacions derivades d'una intervenció coronària.